# كارباثوس
كارباثوس (Κάρπαθος) هي جزيرة يونانية وهي ثاني أكبر جزر دوديكانيسيا بعد رودوس في مقاطعة جنوب إيجة في اليونان.
يبلغ عدد سكانها حوالي 2223 نسمة.

## المناخ
يظهر الجدول التالي التغييرات المناخية على مدار السنة لكارباثوس:
| البيانات المناخية لـكارباثوس      | البيانات المناخية لـكارباثوس | البيانات المناخية لـكارباثوس | البيانات المناخية لـكارباثوس | البيانات المناخية لـكارباثوس | البيانات المناخية لـكارباثوس | البيانات المناخية لـكارباثوس | البيانات المناخية لـكارباثوس | البيانات المناخية لـكارباثوس | البيانات المناخية لـكارباثوس | البيانات المناخية لـكارباثوس | البيانات المناخية لـكارباثوس | البيانات المناخية لـكارباثوس | البيانات المناخية لـكارباثوس |
| الشهر                             | يناير                        | فبراير                       | مارس                         | أبريل                        | مايو                         | يونيو                        | يوليو                        | أغسطس                        | سبتمبر                       | أكتوبر                       | نوفمبر                       | ديسمبر                       | المعدل السنوي                |
| --------------------------------- | ---------------------------- | ---------------------------- | ---------------------------- | ---------------------------- | ---------------------------- | ---------------------------- | ---------------------------- | ---------------------------- | ---------------------------- | ---------------------------- | ---------------------------- | ---------------------------- | ---------------------------- |
| متوسط درجة الحرارة الكبرى °م (°ف) | 15.4 (59.7)                  | 15.4 (59.7)                  | 16.7 (62.1)                  | 20.0 (68.0)                  | 23.2 (73.8)                  | 27.4 (81.3)                  | 29.0 (84.2)                  | 29.5 (85.1)                  | 27.3 (81.1)                  | 24.1 (75.4)                  | 20.4 (68.7)                  | 17.2 (63.0)                  | 22.1 (71.8)                  |
| المتوسط اليومي °م (°ف)            | 12.5 (54.5)                  | 12.4 (54.3)                  | 13.5 (56.3)                  | 16.6 (61.9)                  | 19.8 (67.6)                  | 24.2 (75.6)                  | 25.9 (78.6)                  | 26.8 (80.2)                  | 24.3 (75.7)                  | 20.9 (69.6)                  | 17.2 (63.0)                  | 14.3 (57.7)                  | 19.0 (66.3)                  |
| متوسط درجة الحرارة الصغرى °م (°ف) | 9.7 (49.5)                   | 9.5 (49.1)                   | 10.4 (50.7)                  | 13.2 (55.8)                  | 16.4 (61.5)                  | 21.0 (69.8)                  | 22.9 (73.2)                  | 24.1 (75.4)                  | 21.4 (70.5)                  | 17.7 (63.9)                  | 14.1 (57.4)                  | 11.4 (52.5)                  | 16.0 (60.8)                  |
| الهطول مم (إنش)                   | 165 (6.5)                    | 87 (3.4)                     | 76 (3.0)                     | 25 (1.0)                     | 15 (0.6)                     | 2 (0.1)                      | 0 (0)                        | 0 (0)                        | 10 (0.4)                     | 60 (2.4)                     | 90 (3.5)                     | 148 (5.8)                    | 678 (26.7)                   |
| المصدر: Climate-Data.org          |                              |                              |                              |                              |                              |                              |                              |                              |                              |                              |                              |                              |                              |